# 徐溜镇
徐溜镇，是中华人民共和国江苏省淮安市淮阴区下辖的一个乡镇级行政单位。2018年7月撤销徐溜镇、西宋集镇，设立新的徐溜镇。以原徐溜镇、西宋集镇所辖区域为徐溜镇行政区域，徐溜镇人民政府驻徐溜居委会境内，办公地址为富徐路99号。

## 行政区划
徐溜镇下辖以下地区：
徐溜社区、创业社区、涵洞村、张庄村、金城村、新和村、民主村、长庄村、淮北村、韩庄村和吴江村。

## 交通
- 新长铁路：徐溜站